# La Tchadienne
La Tchadienne (en español: La Chadiana) es el himno nacional de Chad. Escrito por Louis Gidrol y su grupo de estudiantes y compuesto por Paul Villard, ha sido el himno oficial desde la independencia en 1960.

## Letra
| Texto original en francés (oficial) | Letra en árabe | Versión poética en inglés (no oficial) |
| Refrain : Peuple Tchadien, debout et à l'ouvrage ! Tu as conquis la terre et ton droit ; Ta liberté naîtra de ton courage. Lève les yeux, l'avenir est à Toi. Ô mon Pays, que Dieu te prenne en garde, Que tes voisins admirent tes enfants. Joyeux, pacifique, avance en chantant, Fidèle à tes anciens qui te regardent. Refrain | :جوقه شعب تشاد قم إلي العمل إسترديت أرضاك وحقاك وحرياتك تولودك من شجاعتك إرفع عينيك فالمستقبل لك يابلادي فليحفظك الله فليحفظ جيرانك وأبنائك أيه المحيط الساري تقدم وأنت تنشد وافيا لأسلافك الذين ينظرون إليك جوقه | Chorus: O Chadians, arise to labour! Thou hast conquer'd thy soil and won thy rights; Thy freedom o' thy courage shall be born. Besee thy future, thou openest thy eyes. O my Country, may the Lord protect thee, May thy neighbours admire thy children. Of peace as we chant thou shalt rise to glee, Faithful to thy fathers who watcheth thee. Chorus |

## Traducción al español
Coro:
¡Pueblo chadiano, en pie y manos a la obra!
has conquistado tu tierra y tus derechos;
Tu libertad nacerá de tu valor.
Levanta tus ojos, el futuro está en ti mismo
Oh país mío, Dios te guarde.
Que tus vecinos admiren a tus hijos
Alegre y pacífica, progresa cantando
y sé fiel a los ancestros, pues ellos te observan.
Coro